# Arno Paulsen
Pour les articles homonymes, voir Paulsen.
Arno Paulsen (né le 3 janvier 1900 à Stettin, mort le 17 septembre 1969 à Baden-Baden) est un acteur allemand.

## Biographie
Ce fils d'un tailleur prend des cours de chant auprès de Wilhelm Bültemann. Il fait ses débuts au théâtre de Stettin en 1917 comme choriste puis ténor-bouffon. Il joue ensuite à Osnabrück, Hanovre et Hambourg.
De 1941 à 1943, il joue dans la troupe auprès des soldats du front puis finit la guerre comme cuisinier dans l'armée. Il reprend sa carrière en 1945 au Metropol-Theater à Berlin, le plus souvent dans des opérettes. En 1946, il fait partie de la revue Höllenparade mis en scène par Rudolf Platte au Theater am Schiffbauerdamm.
Le réalisateur Wolfgang Staudte le découvre et lui donne un rôle de salaud dans Les assassins sont parmi nous. Il joue dans 13 films de la DEFA puis va en 1950 dans des productions ouest-allemandes. L'acteur corpulent incarne un homme concerné par le miracle économique allemand les commerçants, les propriétaires d'entreprises et les directeurs d'usine, souvent de mauvais caractère.
À partir de 1954, il joue souvent au Schillertheater, au Deutsches Theater ou au Schlosspark Theater. En 1965, il tombe malade et arrête sa carrière.

## Filmographie sélective
- 1946 : Les assassins sont parmi nous
- 1947 : Razzia
- 1947 : Wozzeck
- 1948 : L'Affaire Blum
- 1948 : Grube Morgenrot
- 1948 : Chemie und Liebe
- 1948 : L'Étrange aventure de Monsieur Fridolin B.
- 1948 : Straßenbekanntschaft
- 1949 : Die Brücke
- 1949 : Les Quadrilles multicolores
- 1949 : Martina est-elle déshonorée ?
- 1949 : Jeunes filles derrière les grilles
- 1950 : Der Auftrag Höglers
- 1950 : Bürgermeister Anna
- 1950 : Dreizehn unter einem Hut
- 1950 : Une fille du tonnerre
- 1950 : Épilogue - Le mystère de l'Orplid
- 1950 : Fünf unter Verdacht
- 1951 : Blaubart
- 1951 : Hilfe, ich bin unsichtbar
- 1951 : Johannes und die 13 Schönheitsköniginnen
- 1951 : Die Sehnsucht des Herzens
- 1951 : Torreani
- 1952 : Man lebt nur einmal
- 1952 : Wenn abends die Heide träumt
- 1953 : Anna Susanna
- 1953 : Christina
- 1953 : Ich und Du
- 1953 : Der Onkel aus Amerika
- 1953 : Rote Rosen, rote Lippen, roter Wein
- 1953 : Die Unbesiegbaren
- 1953 : Von Liebe reden wir später
- 1954 : L'Amiral Canaris
- 1954 : Ihre große Prüfung
- 1954 : Docteur pour femmes
- 1955 : Le 20 Juillet
- 1955 : Rendez-moi justice
- 1955 : Ein Mann vergißt die Liebe
- 1955 : Hotel Adlon
- 1956 : Ein Herz schlägt für Erika
- 1956 : Liane la sauvageonne
- 1956 : Mein Vater, der Schauspieler
- 1957 : Der Stern von Afrika
- 1958 : La Fille Rosemarie
- 1958 : Münchhausen in Afrika
- 1958 : Mademoiselle Scampolo
- 1959 : Le Gang descend sur la ville (de)
- 1959 : Traumrevue
- 1961 : Robert und Bertram

## Source de la traduction
- (de) Cet article est partiellement ou en totalité issu de l’article de Wikipédia en allemand intitulé « Arno Paulsen » (voir la liste des auteurs).